# ABCN
1,1'-アゾビス(シクロヘキサンカルボニトリル)（1,1'-Azobis(cyclohexanecarbonitrile)）またはABCNは、ラジカル開始剤の一つ。分子式はNCC6H10N=NC6H10CNで、引火性と刺激性が大きい。毒物及び劇物取締法の劇物に該当する。